# 滄県
滄県（そう-けん）は中華人民共和国河北省滄州市に位置する県。

## 歴史
前漢により勃海郡郡治として設置された浮陽県を前身とする。後漢になると当初は浮陽侯国とされたが、まもなく浮陽県と改称されている。南北朝時代の北魏は487年（太和11年）に浮陽郡の郡治としている。
598年（開皇18年）、隋朝は清池県と改称、唐代になると滄州の州治とされた。明朝が成立すると洪武初年に清池県は廃止となり、管轄区域は滄州直轄とされた。中華民国が成立すると1913年（民国2年）の州制廃止に伴い滄県と改称され現在に至る。

## 行政区画
- 鎮:旧州鎮、興済鎮、杜生鎮、崔爾荘鎮、李天木鎮、姚官屯鎮、紙房頭鎮
- 郷:薛官屯郷、張官屯郷、風化店郷、汪家鋪郷、劉家廟郷、仵竜堂郷、大官庁郷、高川郷、黄遞鋪郷
- 民族郷:捷地回族郷、杜林回族郷、大褚村回族郷